# 대만 군관구사령부
군관구사령부(중국어 정체자: 軍管區司令部, 영어: Taiwan Military Reserve District Command), 약칭 軍管部, 군관부는 군관구와 같은 이름을 가진 것 과는 달리, 중화민국 국군의 예비역에 대한 행정관리 및 교육 훈련, 민방위 업무를 전담하였던 사령부로, 후비지휘부의 전신조직이다.

## 역사
1964년 7월 1일, 국방부가 後備軍人, 후비군인→예비역동원체제를 조정하여 국방부 산하 동원국을 폐지하고 대만 군관구사령부를 설립하고, 대만 경비총사령부의 사령이 겸임하였다. 이때의 조직의 정식 명칭은 대만 경비총사령부, 대만 군관구사령부였다.
1992년 8월 1일, 동원감란시기가 끝났다. "忠愛專案, 충안전안"에 따라 헌병대 제212, 214, 215, 216, 219, 221, 230, 319, 328 대대가 헌병으로 전속하였다. 그리고 행정원 치안회보(治安會報)의 해양순방 임무를 대채하기 위해 육군과 해군육전대에서 일부 전력를 차출하여 해안순방사령부를 창설하였다. 그리고 대만 군관구사령부에서 대만 접두사를 뺀 뒤에 서로를 병합해서 군관구사령부 및 해안경비사령부가 되었다.
1999년, 항구보안 검사 업무를 필요에 따라 재편성된 헌병 제224, 241대대로 이관되었다. 
2000년 1월 14일, 입법원이 제3차 독회에서 《해순 3법》을 통과시켰다. 중앙정부기구와 국방부에 분산되어 있던 해양안보 관련 조직 및 부서를 정리하고 통합하기 시작하여, 2월 1일에 해안순방사령부를 독립된 기구로 분리하고 행정원 산하 해안순방서로 재편성하였다.
2002년 3월 1일, 《국방 2법》의 시행에 따라 국방부 후비사령부로 개정되었다. 그에 따라 각 지구의 師管部, 사관부와 현, 시의 團管部, 단관부→연대 관구는 지역 후비사령부로 재편성되었다.

## 기록

### 소속
- 1992년 11월 1일, 중화민국 국방부 참모본부
- 2000년 2월 1일, 중화민국 국방부

### 계보
- 1964년 7월 1일, 臺灣軍管區司令部, 대만 군관구사령부
- 1992년 8월 1일, 軍管區司令部暨海岸巡防司令部, 군관구사령부 및 해안순방사령부
- 2000년 2월 1일, 國防部軍管區司令部, 국방부 군관구사령부
- 2002년 3월 1일, 國防部後備司令部, 국방부 후비사령부

## 같이 보기
- 전민방위동원서